# Автошлях E314
Автошлях E314 — автомобільний європейський автомобільний маршрут категорії Б, що проходить по території Бельгії, Нідерландів, Німеччині та з'єднує міста Левен і Аахен.

## Маршрут
Весь шлях проходить через такі міста:
- -  E40 Льовен
  - E314 Люммен
  - Генк
- -  E25  Гелен
  - Херлен
- -  E40 Ахен

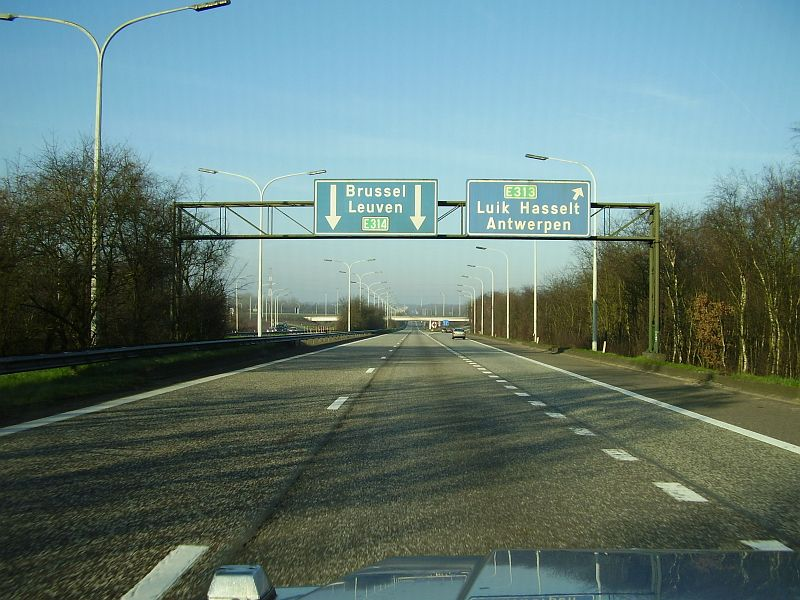
E314 в напрямку Люммену, Бельгія
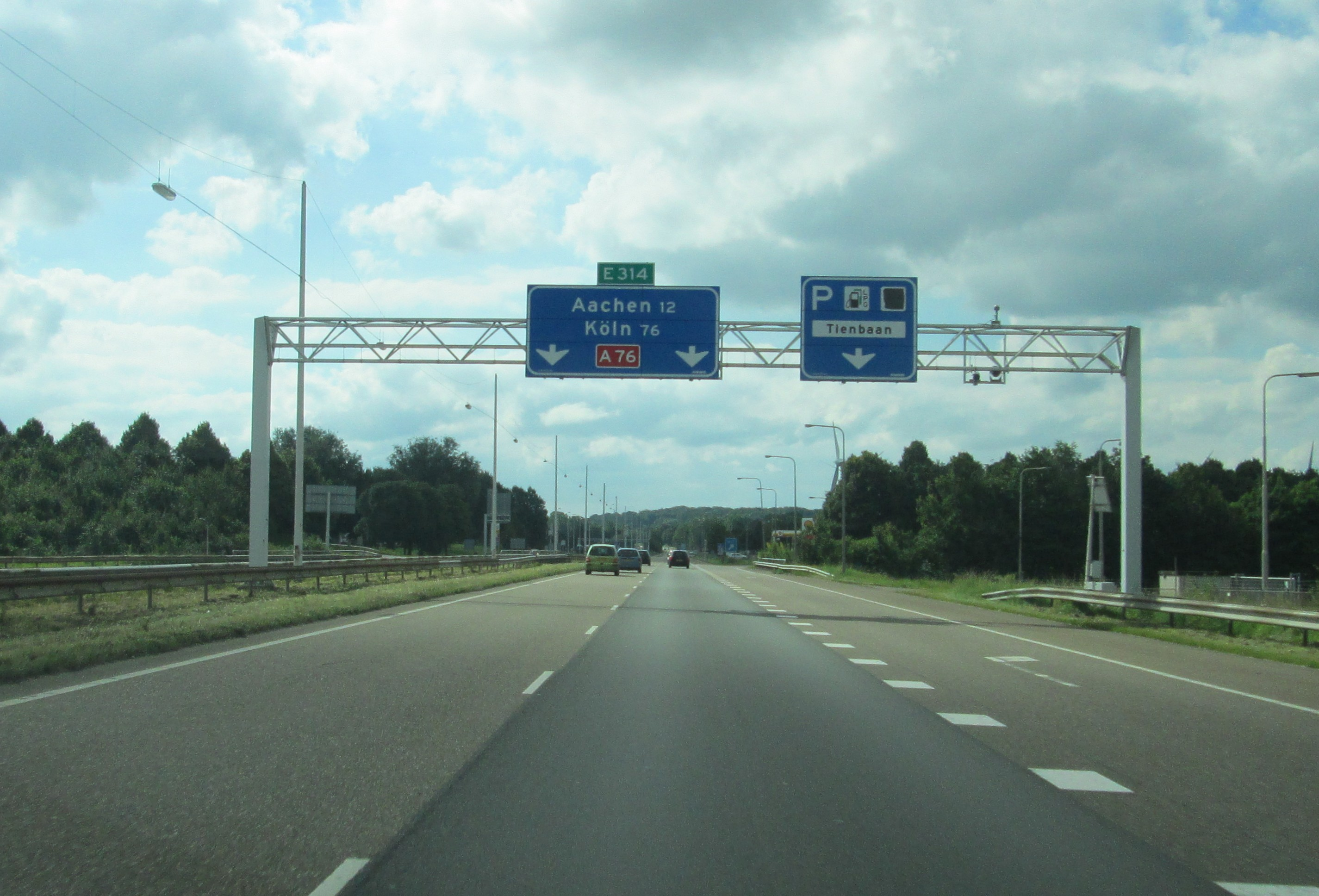
E314 в напрямку  Нідерландів
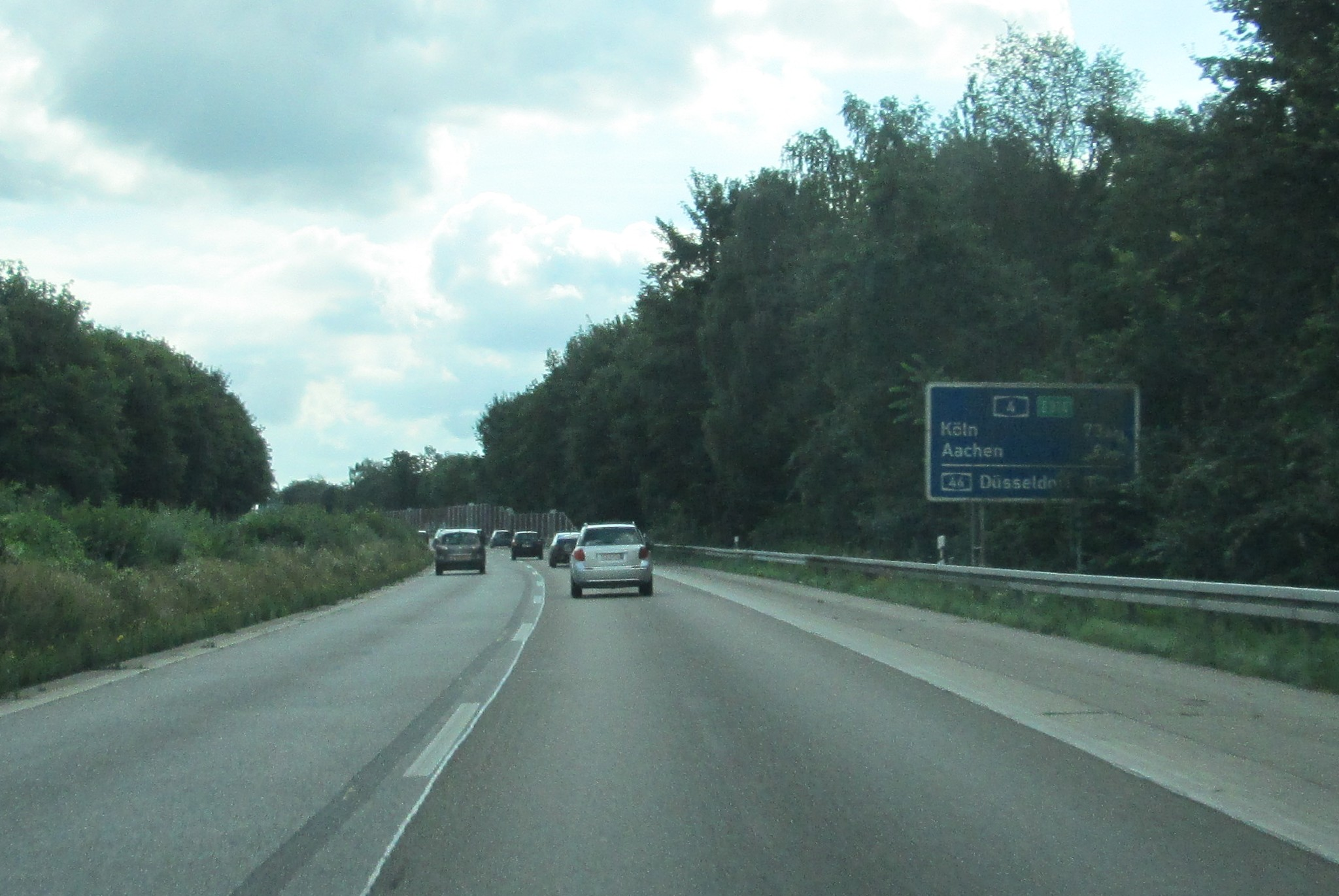
E314 в  Німеччині